# Taxiway

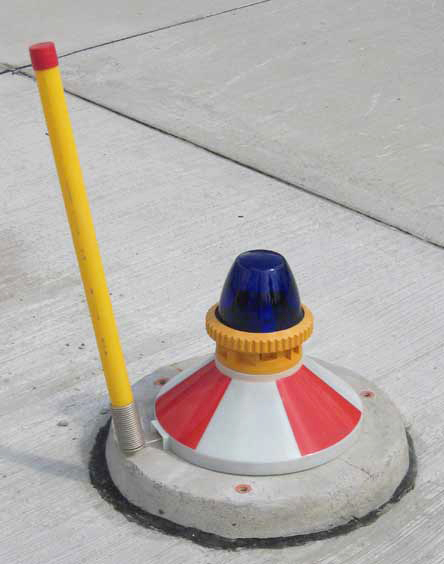
Luz de uma Taxiway

Taxiway é uma faixa de pista em um aeródromo em que a aeronave pode rolar (taxiar) de ou para um hangar, terminal ou pista. São frequentemente superfície rígidas, feitas de asfalto ou concreto (betão - Português Portugal), embora em aeroportos menores pode-se encontra-las em cascalho ou grama  (relvado-Portugues Portugal)  .

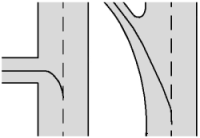
Taxiway normal e de saída rápida

Nos aeroportos movimentados encontra-se geralmente taxiways de alta velocidade ou de saída rápida, a fim permitir que a aeronave saia da pista de pouso e decolagem em uma velocidade elevada, permitindo outro avião pousar em um curto espaço de tempo.
As taxiways são sinalizadas geralmente com linhas amarelas. Uma linha amarela contínua marca a linha central da taxiway. Os limites da taxiway são marcados com linhas duplas paralelas em amarelo.
Para operações noturnas, as taxiways são balizadas (ilumidadas) geralmente com luzes azuis, para distingui-las das luzes de uma pista de decolagem (brancas/amarelas/vermelhas). Nos aeroportos de grande movimento encontra-se a iluminação verde na linha central da taxiway. Essa iluminação é enterrada, o que permite o trem de pouso (trem de aterragem em Portugal) do avião rolar sobre as luzes.
As taxiways recebem identificação alfanumérica, exibida em placas pretas e amarelas ao longo delas.